# Artemisia demissa
Artemisia demissa — вид квіткових рослин з родини айстрових (Asteraceae). Поширення: Афганістан, Китай, Індія, Монголія, Таджикистан, Тибет. Населяє долини, схили, узбіччя доріг, луки, скелясті пагорби.

## Біоморфологічна характеристика
Це однорічна або дворічна трав'яниста рослина заввишки 5–20 см, сильно розгалужена; нижні гілки розлогі, жовтувато запушені або ± голі. Нижнє стеблове листя на ніжці 0.5–1 см; листкова пластинка довгаста або яйцеподібна, 1–1.5 × 0.8–1.3 см, 2-перисторозсічена; сегментів 2 або 3; часточки вузьколінійно-ланцетні або еліптично-ланцетні, 3–5 × ≈ 1 мм, верхівка мукронатна. Середнє та верхнє стеблове листя перисторозсічене. Листоподібні приквітки лінійні, цілокраї. Синцвіття — вузька, колосоподібна волоть. Обгортка яйцеподібна, 1.5–2 мм у діаметрі; листки оцвітини запушені, іноді ± голі. Крайових жіночих квіточок 10–19. Дискових квіточок 3–8, чоловічі. Сім'янка оберненояйцеподібна. Цвітіння та плодіння: липень — вересень.